# Gol!
Gol! è una serie di libri per ragazzi scritta da Luigi Garlando, pubblicata dalla casa editrice Piemme nella collana Il Battello a Vapore.
Il protagonista della serie è Tommi, un giovane appassionato di calcio.
Le storie si svolgono principalmente a Milano, in particolare all'oratorio Giovanni XXIII, che funge da punto di ritrovo per i protagonisti. Altri luoghi significativi includono Il Paradiso di Gaston, la tisaneria dove lavora Eva, il Parco Forlanini, luogo di incontro e allenamento per le Cipolline, la palestra KombAttiva, dove avrà origine la squadra degli Squali, e il ristorante Petali in pentola.
La narrazione esplora le avventure di Tommi e dei suoi amici, affrontando temi come l'amicizia, la crescita personale e la passione per il calcio.

## Libri della serie
1. Calcio d'inizio - Tommi decide di abbandonare l'Accademia Blu, convinto dal cuoco Gaston Champignon. Dopo aver assistito alla partita tra i Diavoli Rossi e l'Accademia Blu, squadra allenata da Walter, che fa giocare solo i suoi migliori giocatori, Gaston gli propone di creare una squadra in cui tutti possano giocare e divertirsi. Nascono così le Cipolline, una squadra aperta a tutti, dove ognuno può partecipare e divertirsi. I primi a unirsi sono i suoi migliori amici, Dante e Spillo (Riccardo), che fanno un provino al Petali in Pentola. Successivamente si uniscono alla squadra le gemelle Sara e Lara, giovani ballerine della scuola di danza di Sofia, Joao, incontrato al parco Forlanini[1], Becan, conosciuto da Tommi mentre lavava i vetri in via Rubattino, e Ciro, che accetta l'invito di unirsi alla squadra dopo aver visto le Cipolline allenarsi ai giardinetti di via Pitteri.Una volta formata la squadra, Tommi sfida l'Accademia Blu per battere Loris e la sua banda, che non fa altro che prenderli in giro sin dal primo giorno della formazione della nuova squadra. Inoltre, Tommi desidera rivedere la sua amica Egle, che gli ha promesso di venire a tifare per le sue amiche Sara e Lara. Fa quindi una scommessa con il capitano dell'Accademia Blu: se le Cipolline segneranno almeno 3 gol, i giocatori dell'Accademia dovranno lavare i piatti del Petali in Pentola dopo la cena della partita e allontanarsi dal parco dove si allenano; in caso contrario, saranno le Cipolline a dover andare via.Il primo tempo, giocato su un campo allagato dalla pioggia, è un incubo per le Cipolline, che subiscono un clamoroso 5-0 senza riuscire a contrastare gli avversari a causa della tensione. Champignon, nell'intervallo, rivitalizza la squadra facendole capire che hanno tutte le qualità necessarie. Le Cipolline iniziano così una rimonta straordinaria e riescono a chiudere la partita con un punteggio finale di 5-4, grazie a due magie di Tommi (una rovesciata e un cucchiaio), un gol di Ciro su calcio d'angolo e una punizione perfetta di Dante, costringendo Loris e i suoi amici a lavare i piatti.
2. E ora tutti in Brasile - Le Cipolline, come promesso da Gaston Champignon dopo aver costretto Loris e la sua banda a lavare i piatti, partono per una magnifica vacanza in Brasile. Una volta sbarcate, decidono di visitare subito la mitica spiaggia di Copacabana, dove incontrano Rogeiro, cugino di Joao e giocatore del Flamengo, che li invita a giocare una partita con i suoi amici brasiliani. La partita termina con un punteggio di 7-1 a favore della squadra di Rogeiro, a causa della superiorità dei brasiliani su un campo difficile come la spiaggia. Il giorno successivo, le Cipolline visitano Rio de Janeiro, facendo tappa al Cristo del Corcovado e al famoso stadio Maracanà. Dopo la visita allo stadio più importante di Rio, esplorano anche la parte povera della città, le Favelas. Durante la vacanza in spiaggia con Rogeiro e i suoi amici brasiliani, il cugino di Joao si infortuna cadendo su un sasso e salterà il derby contro la Fluminense. Tommi prende il suo posto e, dopo un primo tempo deludente, riesce a far vincere il Flamengo nel leggendario Maracanà grazie a un gol e a un assist. Dopo la partita, ha anche l'opportunità di incontrare Pelè. Nell'ultimo giorno trascorso in spiaggia, le Cipolline incontrano Kakà e Adriano.
3. Inizia il campionato - Le Cipolline disputano il loro primo campionato a 7 della storia. Il girone d'andata inizia bene e le Cipolline contendono il primato con i temibili Diavoli Rossi, ma iniziano a litigare, concentrandosi più sul risultato che sul divertimento. Spillo lascia la squadra dopo essere stato aspramente criticato da Sara per i troppi errori. Così le Cipolline si ritrovano senza portiere e addirittura con soli 5 giocatori contro i Diavoli Rossi. Quando tutto sembra perduto, gli amici brasiliani Tania e Rogeiro accorrono in aiuto, permettendo alla squadra di raggiungere i 7 giocatori previsti. Le Cipolline riescono a battere i Diavoli Rossi con un punteggio di 2-1 e chiudono il girone d'andata al secondo posto, a -2 dalla vetta.
4. Sognando la finalissima - Inizia il girone di ritorno e le Cipolline sono pronte a combattere per raggiungere il primo posto. Durante una partita quasi decisiva contro l'Arcobaleno, viene fischiato un calcio di rigore contro le Cipolline all'ultimo minuto. In quel momento, Spillo decide di tornare in squadra e para il rigore. Nelle partite precedenti, le Cipolline erano state costrette a schierare un calciatore di movimento in porta. Tuttavia, i problemi persistono: i ragazzi si concentrano troppo sullo scontro diretto con i Diavoli Rossi e giocano in modo poco efficace. Dopo aver pareggiato contro l'ultima in classifica, pensano di non avere più chance, ma scoprono che anche i Diavoli hanno pareggiato, mantenendo vive le loro speranze.Mister Champignon trova le parole giuste per motivare i suoi calciatori durante il viaggio in pullman, e la partita successiva è senza storia. Persino Spillo segna su rigore, ma si infortuna ed è costretto a uscire. Al fischio finale, i tifosi festeggiano: le Cipolline sono in finale! E affronteranno proprio i nemici dell'Accademia Blu.
5. La sfida decisiva - Le Cipolline si preparano per la finalissima e devono affrontare gli scherzi di Loris, che cerca di infastidirle. Tommi e i suoi compagni si allenano con impegno, ma soprattutto divertendosi, prima della finale, e Spillo recupera lentamente dall'infortunio, venendo convocato. La finalissima inizia e le Cipolline si trovano subito in difficoltà, andando in svantaggio. Durante l'azione del gol avversario, Spillo subisce un duro colpo alla caviglia ma decide di continuare a giocare. Dopo il pareggio delle Cipolline, Spillo para un rigore tirato dall'insopportabile Loris, ma è costretto a uscire; al suo posto entra Ciro, jolly della squadra e il migliore tra i portieri, avendo giocato a basket.Poco prima dell'intervallo, Dante manda in vantaggio le Cipolline con una punizione magistrale. Nel secondo tempo, le Cipolline adottano un gioco più difensivo per proteggere il vantaggio e gestire le energie, dato che un temporale ha reso il campo zuppo. Resistono per metà tempo, ma poi arriva il pareggio dell'Accademia. A questo punto, le Cipolline iniziano ad accusare la stanchezza poiché l'unico cambio è già stato effettuato, mentre l'Accademia ha molte riserve in panchina. Dante accusa crampi ma rimane in campo nonostante non possa correre. Praticamente in 6 contro 7 e stremate, con ancora 10 minuti da giocare, Champignon decide di rischiare tutto e prova lo "schema zanzara", che prevede di attaccare con tutti i giocatori su un lancio lungo. Lo schema riesce e le Cipolline tornano incredibilmente in vantaggio.L'Accademia attacca disperatamente e le Cipolline resistono come possono, ma a tre minuti dalla fine Loris pareggia. L'Accademia continua ad attaccare e all'ultimo minuto trova il gol della vittoria, dimostrando però mancanza di fair-play non restituendo la palla alle Cipolline mentre Ciro si era momentaneamente tolto i guanti. Nonostante la sconfitta, le Cipolline vengono applaudite da tutti gli spettatori per la splendida partita. Il giorno dopo, un osservatore incontra Tommi e gli propone di andare all'Inter, lasciandolo senza parole.
6. In trasferta a Parigi - Le Cipolline si recano a Parigi per disputare un Mondialino. Vinceranno battendo Giappone, Nigeria e Francia (allenata da Jerome, fratello di Gaston). Tommi decide di tentare il passaggio all'Inter.
7. Una scelta importante - Tommi passa all'Inter insieme a Saverio, ma si trova subito in difficoltà. Per salutare al meglio il loro capitano, le Cipolline organizzano un'amichevole contro i Cipolloni (genitori di alcune Cipolline e Gaston Champignon), che termina con una vittoria dei Cipolloni per 4-2. Dopo la partita, Loris chiede alle Cipolline se può unirsi a loro per sostituire Tommi, poiché all'Accademia non si diverte, gli allenamenti sono troppo duri e si è infortunato.
8. Arriva il nuovo capitano -Tommi accetta la decisione delle Cipolline di accogliere Loris come sostituto, anche se inizialmente ci rimane male. Loris sembra adattarsi bene allo spirito della squadra e, al suo esordio, segna il gol decisivo. Tuttavia, già nella partita successiva, gioca in modo nervoso, critica i compagni e simula per ottenere un rigore. Nel frattempo, Tommi all'Inter supera le iniziali difficoltà e inizia a segnare valanghe di gol ogni domenica. Le Cipolline cominciano a entrare in crisi a causa di vari infortuni, ma soprattutto per il comportamento problematico di Loris. Poco prima della partita contro i Diavoli Rossi, Walter, padre di Loris e allenatore dell'Accademia, annuncia a Champignon che Loris tornerà all'Accademia. Le Cipolline sono così costrette a scendere in campo contro i Diavoli con soli 6 giocatori. Dopo aver subito un 3-0, Tommi decide di aiutare i suoi amici e rinuncia al derby col Milan che avrebbe dovuto giocare nel pomeriggio. Entra in campo e guida la squadra a una clamorosa rimonta, portando le Cipolline a vincere 4-3 e mantenendo vive le speranze per il campionato, chiudendo a soli due punti dal primo posto.
9. Il grande ritorno - Il girone di ritorno inizia e, con Tommi di nuovo in squadra, le Cipolline sperano di ritrovare il loro capitano e goleador. Tuttavia, le cose non vanno come previsto: Tommi è eccessivamente nervoso, si arrabbia con i compagni per non servirlo a dovere e per i loro errori. La squadra fatica a decollare poiché la tensione di Tommi porta a litigi tra i giocatori. Gaston cerca di aiutare il capitano a mantenere la calma durante le partite, ma le discussioni continuano e, dopo la partita con la Dinamo Blu, la squadra si ribella pubblicamente contro il comportamento duro di Tommi. La settimana successiva è particolare: Mister Gaston decide di non allenare la squadra per una settimana, invitando i ragazzi a riflettere sul loro atteggiamento da "petali" e a concentrarsi sul divertimento piuttosto che sulla vittoria. Tommi salta gli allenamenti ma parla con Champignon e trova finalmente la tranquillità. Nella partita contro la Virtus B, rimane in panchina mentre le Cipolline tornano a essere una squadra vera, travolgendo gli avversari.La sera stessa, però, Gaston ha un malore e viene portato in ospedale. Le Cipolline si preparano per la partita decisiva contro i Diavoli Rossi senza il loro allenatore. Il primo tempo è piuttosto noioso e termina 0-0, con le Cipolline troppo prudenti per attaccare con convinzione. Durante l'intervallo, Augusto cambia strategia, togliendo tutti i difensori e adottando lo "schema pallavolo", un modulo 3-3 in cui le linee si scambiano ogni volta che Spillo tocca il pallone. Questo schema sorprende i Diavoli e le Cipolline volano sul 2-0.La partita diventa spettacolare, ma dopo due errori di Joao (non abituato a giocare in difesa), i Diavoli riescono a ribaltare il punteggio portandosi in vantaggio 4-3 a cinque minuti dalla fine. Tommi pareggia su punizione e Dante segna il gol della vittoria, ma Loris respinge il tiro senza che l'arbitro se ne accorga. A tempo scaduto, c'è una punizione per le Cipolline: Joao calcia alla Pirlo e segna il gol della vittoria. Le Cipolline sono di nuovo in finale e affronteranno nuovamente l'Accademia.
10. L'ora della rivincita - Le Cipolline si preparano per la finale, mentre Champignon viene operato al cuore e torna a casa, riprendendo così ad allenare la squadra. L'Accademia, come l'anno precedente, stuzzica le Cipolline con scherzi di cattivo gusto. Nel frattempo, la fidanzata di Tommi, Egle, comunica a lui che dovrà andare in Cina per due anni a causa del lavoro del padre. La finale inizia e l'Accademia si dimostra molto più forte rispetto all'anno scorso. Il vantaggio iniziale delle Cipolline dura poco: una doppietta di Loris porta l'Accademia in vantaggio. Tuttavia, le Cipolline riescono a pareggiare insperabilmente nel finale grazie a una grande giocata. Nella ripresa, Tommi, fermato nel primo tempo dalle scorrettezze di Duccio, segna il gol del 3-2. Purtroppo, l'infortunio di Ciro sul gol di Tommi manda in difficoltà la squadra, che subisce due gol e si ritrova in svantaggio.A pochi minuti dal termine, però, le Cipolline ribaltano clamorosamente il risultato con due schemi studiati durante l'intervallo. La partita non è ancora finita: Duccio, salito in avanti, simula e guadagna un calcio di rigore. Loris dimostra però di aver imparato qualcosa dal periodo trascorso con le Cipolline e sbaglia il rigore apposta colpendo una bottiglietta vicino al palo. Alla fine, le Cipolline vincono il campionato.
11. Intervista con il campione - Le Cipolline si recano a Roma per partecipare al campionato nazionale. Lino ha l'opportunità di intervistare Totti. La squadra si classifica seconda, subito dietro alla squadra della Roma. Tommi, con un cucchiaio sbagliato di poco, riceve comunque i complimenti da Totti.
12. La Nuova Squadra - Le Cipolline giocheranno a 11 nel prossimo campionato e accoglieranno nuovi calciatori nella squadra. Tra questi ci sarà Rafa, proveniente dalla Spagna, e Elivira, un'avversaria molto conosciuta che ha deciso di unirsi alle Cipolline. Inoltre, Achille ha deciso di diventare una Cipollina, avendo scelto di non essere più un bullo. Questi nuovi innesti promettono di rinforzare la squadra e rendere il prossimo campionato ancora più entusiasmante.
13. Un campionato difficile - Le Cipolline giocano l'andata del primo campionato a 11, ma le vecchie Cipolline si fanno da parte perché in difficoltà. Dante decide di lasciare la squadra per dedicarsi agli scacchi, mentre Tommi, anch'esso in difficoltà, inizialmente sembra non riuscire a esprimersi al meglio. Tuttavia, dopo un periodo di riflessione e allenamento, Tommi riesce a ritrovare la sua forma e torna a essere il migliore. La squadra affronta sfide e cambiamenti, ma con il supporto dei nuovi membri e il ritorno di Tommi, le Cipolline sperano di superare le difficoltà e competere al meglio nel campionato.
14. Cina... stiamo arrivando! - Le Cipolline partono per la Cina grazie a una lotteria, dando a Tommi l'opportunità di rivedere Egle, la sua fidanzata. Dopo un'amichevole, Dante decide di tornare a giocare, ritrovando così la motivazione e il legame con la squadra. La partenza per la Cina rappresenta un momento di gioia e nuove avventure per tutti, mentre il ritorno di Dante rafforza ulteriormente lo spirito del gruppo.
15. Tommi non mollare! - Tommi si infortuna dopo una scivolata di Vlado e non può partecipare al campionato. Le Cipolline concludono la stagione al secondo posto, dietro l'Uragano Club. Loris annuncia che l'Accademia Blu giocherà il prossimo campionato a 11. Nel frattempo, le Cipolline partono per Firenze per festeggiare il matrimonio tra Violette e Agosto. Durante questo periodo, partecipano anche alla Coppa del Fly Play, dove riescono a vincere in finale. A sollevare la coppa sono Tommi, Dante e Spillo, celebrando così un trionfo importante per la squadra.
16. Spillo ha deciso! -Champignon e Sofia decidono di partire per qualche mese in Africa per adottare un figlio, mentre suo fratello Jerome diventa allenatore della squadra. Nel frattempo, Spillo passa all'Accademia Blu per i suoi allenamenti massacranti. Questa transizione segna un momento di cambiamento per le Cipolline, che devono adattarsi a nuove dinamiche senza il loro capitano e con la presenza di Jerome al timone. La partenza di Champignon e Sofia rappresenta anche una nuova avventura e la speranza di un futuro migliore per la loro famiglia.
17. Bentornato Mister! - Champignon ritorna con un figlio adottivo, Issa. Le Cipolline concludono il girone d'andata al terzo posto, affrontando molte difficoltà, in parte dovute allo stile di gioco difensivo di Jerome, che ha preso il posto di Champignon come allenatore. Le tensioni all'interno della squadra aumentano mentre cercano di adattarsi al nuovo approccio di Jerome. Nonostante le sfide, le Cipolline continuano a lavorare insieme per migliorare e affrontare il resto del campionato.
18. Una Cipollina in più - Issa, il figlio adottivo di Gaston, si unisce alle Cipolline, ma non è certo un campione di calcio. Tuttavia, durante una vacanza in montagna, migliora notevolmente e si integra con i ragazzi, in particolare con Spillo. Questo periodo di crescita e divertimento aiuta Issa a sentirsi parte della squadra e a sviluppare la sua passione per il calcio. Le Cipolline affrontano nuove sfide mentre cercano di adattarsi a questo cambiamento, ma l'arrivo di Issa porta anche un rinnovato spirito di squadra e amicizia tra i membri. Con il supporto dei compagni, Issa inizia a trovare la sua strada nel mondo del calcio.
19. Attacco alla difesa - Nel girone di ritorno del campionato, le Cipolline affrontano diverse difficoltà. Issa commette molti errori, mentre Sara desidera giocare in attacco, influenzata dall'idea di Angelo, che crede sia la scelta giusta. Tuttavia, Sara scopre che si tratta di un piano e si sente tradita. Durante il derby tra le Cipolline e l'Accademia Blu, in un momento di vendetta, Sara rompe il ginocchio di Angelo, che l'aveva convinta a cambiare ruolo. Questa situazione crea tensioni all'interno della squadra e mette alla prova la loro unione. Le Cipolline devono affrontare non solo le sfide sul campo, ma anche le dinamiche relazionali che si sviluppano tra i giocatori.
20. Finale a sorpresa - Le Cipolline devono disputare uno spareggio contro l'Accademia Blu, poiché hanno terminato a pari punti nel campionato. La tensione è alta, ma la squadra si prepara con determinazione. Durante la partita, Issa si dimostra fondamentale e, nonostante le difficoltà, riesce a segnare un rigore decisivo. Le Cipolline vincono ai rigori, grazie proprio a lui, conquistando così il diritto di proseguire nel torneo. Questa vittoria rappresenta un grande traguardo per la squadra e un momento di crescita per Issa, che finalmente si afferma come parte integrante del gruppo. La gioia per il successo rinvigorisce lo spirito delle Cipolline, pronte ad affrontare le prossime sfide con rinnovata energia e coesione.
21. Cambia tutto! - Champignon ha un'idea brillante: unire le squadre delle Cipolline e dell'Accademia Blu per formare una nuova squadra, i Cipo-K. Questa fusione rappresenta un'opportunità per mettere insieme talenti e creare un gruppo coeso, capace di affrontare le sfide del campionato con rinnovato spirito. La decisione di Champignon è accolta con entusiasmo dai giocatori, che vedono in questa unione la possibilità di superare le rivalità passate e di lavorare insieme per raggiungere obiettivi comuni. I Cipo-K si preparano così a intraprendere una nuova avventura, pronti a dimostrare il loro valore sul campo.
22. Il giorno delle selezioni - I Cipo-K si stanno formando e, per creare una squadra in regola, alcuni ragazzi decidono di unirsi ai 10&Lodi invece che ai Cipo-K, poiché la rosa era troppo numerosa. Joao, Lara, Achille, Pavel, Saverio e Beppe vengono accolti dai lodigiani. La sera, Clementina, la cugina di Tommi, presenterà i Cipo-K, che si preparano a giocare un'amichevole contro l'ex squadra di Elvira. Questa nuova avventura rappresenta un momento di cambiamento per tutti i ragazzi coinvolti, mentre cercano di trovare il loro posto nel mondo del calcio.
23. Amici contro -I Cipo-K e i 10&Lodi si preparano a scontrarsi nel campionato a cui partecipano. Questa partita rappresenta un'importante occasione per entrambe le squadre, dato che sono composte da giocatori che si conoscono bene e che hanno condiviso esperienze nel passato. La rivalità tra i due gruppi aggiunge tensione all'incontro, mentre i Cipo-K cercano di dimostrare il loro valore e a far valere la loro nuova identità. I ragazzi sono motivati a dare il massimo, non solo per vincere, ma anche per onorare il lavoro svolto insieme durante la formazione della nuova squadra.L'evento promette di essere emozionante e ricco di colpi di scena, con i tifosi pronti a sostenere i loro beniamini in questa sfida decisiva.
24. Tutti In Spagna -Le Cipolline si riuniscono per un viaggio in Spagna, organizzato dalla famiglia di Rafa. Questo viaggio rappresenta un'opportunità per rafforzare i legami tra i membri della squadra e vivere nuove avventure insieme. Durante il soggiorno, i ragazzi avranno l'occasione di esplorare la cultura spagnola, divertirsi e allenarsi in un ambiente diverso. La presenza di Rafa, che conosce bene la zona, renderà il viaggio ancora più speciale.Il gruppo è entusiasta e pronto a creare ricordi indimenticabili, mentre si preparano anche per le sfide future nel campionato.
25. Girone di ritorno -I Cipo-K disputano il girone di ritorno del campionato e si preparano ad affrontare i 10&Lodi, una partita cruciale per vincere il campionato. La rivalità tra le due squadre è palpabile, dato che molti giocatori si conoscono e hanno condiviso esperienze nel passato. Entrambe le squadre sono motivate a dare il massimo, con i Cipo-K desiderosi di dimostrare il loro valore e a far valere la loro nuova identità. La partita promette di essere intensa e ricca di emozioni, con i tifosi pronti a sostenere i loro beniamini in questa sfida decisiva. La vittoria non solo significherebbe il trionfo nel campionato, ma anche un'importante affermazione per i Cipo-K come nuova realtà calcistica.
26. Il ritorno dei kappa -Dopo la conclusione del campionato, Loris e la sua banda decidono di lasciare i Cipo-K per formare una nuova squadra chiamata Squali. Questa scelta segna un cambiamento significativo nel panorama calcistico delle giovanili, poiché i Cipo-K dovranno affrontare la sfida di competere senza alcuni dei loro giocatori chiave. La formazione degli Squali porta con sé una nuova dinamica e rivalità, mentre i Cipo-K si concentrano sul rafforzare la loro squadra e mantenere il morale alto. La competizione tra le due squadre promette di essere intensa, con entrambe pronte a dimostrare il proprio valore sul campo.
27. La sfida ha inizio - Il campionato è iniziato e i Cipo-K devono affrontare i 10&Lodi e gli Squali, che sono considerati i favoriti per la vittoria. La competizione si preannuncia intensa, con entrambe le squadre pronte a dare il massimo per conquistare il titolo. Le Cipolline, ora unite nel progetto dei Cipo-K, sono determinate a dimostrare il loro valore e a superare le sfide che li attendono. La rivalità con gli Squali e i 10&Lodi aggiunge ulteriore motivazione, mentre i giocatori si preparano a scendere in campo con spirito combattivo e voglia di vincere. La stagione promette di essere emozionante e ricca di colpi di scena.
28. Benvenuti in Sicilia - Le Cipolline organizzano un viaggio in Sicilia per festeggiare il matrimonio di Sabatino e Clementina. Questo evento rappresenta un'importante occasione di celebrazione e unione per la squadra, che avrà l'opportunità di rafforzare i legami tra i membri mentre si godono la bellezza dell'isola. Durante il viaggio, i ragazzi potranno partecipare ai festeggiamenti del matrimonio, vivendo momenti di gioia e divertimento insieme. L'atmosfera festosa contribuirà a creare ricordi indimenticabili, mentre le Cipolline si preparano a tornare in campo con rinnovata energia e spirito di squadra.
29. Rincorsa agli squali - Il campionato continua e le Cipolline si trovano a dover rimontare in classifica per superare gli Squali, che conducono il torneo e disturbano i ragazzi con scherzi di cattivo gusto. Nonostante le difficoltà e le provocazioni, le Cipolline non si arrendono e lavorano duramente per migliorare il loro gioco. La determinazione e la coesione del gruppo si rivelano fondamentali. Con prestazioni sempre più convincenti, riescono a recuperare terreno e, alla fine, conquistano il titolo vincendo il campionato regionale. Questo successo non solo rappresenta un traguardo sportivo, ma anche una vittoria morale contro le avversità e le provocazioni subite, consolidando ulteriormente il legame tra i membri della squadra.
30. Cipolline fuori gioco! - Le Cipolline disputano uno scontro di quartiere contro gli Squali, ma si comportano male, mostrando disorganizzazione e mancanza di concentrazione. Di fronte a questa situazione, il loro allenatore decide di sospendere la partita e annuncia la decisione di sciogliere la squadra. Questa scelta drastica segna un momento difficile per i ragazzi, che devono affrontare le conseguenze delle loro azioni e riflettere sul futuro del loro gruppo. La situazione mette in discussione non solo le capacità calcistiche della squadra, ma anche il loro spirito di squadra e la motivazione a continuare a giocare insieme.
31. Un nuovo inizio - Champignon decide di formare tre nuove squadre dalle Cipolline che giocheranno il campionato a sette. I giocatori che erano andati ai 10&Lodi tornano a Milano, portando nuova energia e motivazione. Le tre nuove squadre si chiameranno: Cipo-gol, guidata dalla maestra Marilena,  Cipollao, allenata da Felipao, nonno di Joao, Cipo-Tigers, che sceglie Donato come allenatore. Questa ristrutturazione offre ai ragazzi l'opportunità di mettersi alla prova in un nuovo contesto e di continuare a sviluppare le loro abilità calcistiche. La creazione delle nuove squadre segna un nuovo inizio per i giocatori, che sono entusiasti di affrontare le sfide del campionato a sette.
32. Un girone mozzafiato - Le Cipolline devono riacquistare confidenza con il campo ridotto e sviluppare nuove strategie. I Cipo-Gol e i Cipollao si adattano rapidamente, mentre per le Cipo-Tigers il compito risulta più difficile, tanto da trovarsi in fondo alla classifica.
33. Gli undici campioni - Le Cipolline decidono di organizzare una "Partita della Pace" per rimediare al comportamento scorretto mostrato durante l'ultima partita contro gli Squali. Solo undici giocatori, selezionati tra Cipo-Gol, Cipollao e Cipo-Tigers, parteciperanno all'evento, dedicato al loro allenatore. La sera, la squadra festeggia il Natale grazie al presepe allestito da don Callisto, creando un'atmosfera di unità e riflessione. Questo momento di celebrazione segna un nuovo inizio per le Cipolline, che cercano di ricostruire il loro spirito di squadra e il rispetto reciproco.
34. Scontro fra capitani - Per arrivare a San Siro, le Cipolline devono disputare tutto il girone di ritorno, iniziando con la sfida tra Cipo-Gol e Cipollao. Dopo un derby combattutissimo, la vittoria va ai Cipo-Gol. Nel girone C, le Cipo-Tigers, guidate da Donato e Sara, riescono a risollevarsi dopo un inizio disastroso e si affermano come vincitrici.
35. Finalissima a San Siro - Dopo aver vinto le rispettive semifinali, i Cipo-Tigers di Donato affrontano i Cipo-Gol di Marilena e Tommi. Nonostante la settimana precedente sia stata tesa, caratterizzata da molti scherzi tra le Cipolline, a San Siro i ragazzi si ritrovano e si divertono insieme, promettendo uno spettacolo assicurato.
36. Squadre a sorpresa - Le Cipolline, non volendo più disputare il campionato a sette, decidono di tornare a giocare a undici formando due squadre. Una sarà allenata da Don Biagio e l'altra da Gaston Champignon, che ritorna in panchina. Nel frattempo, Tommi e i suoi amici si trovano a dover affrontare la minaccia di alcuni bulletti di strada, creando tensione nel gruppo. Questa situazione spinge le Cipolline a unirsi e rafforzare il loro legame, mentre si preparano a tornare in campo con rinnovata determinazione. La decisione di tornare al gioco a undici segna un nuovo capitolo per la squadra, pronta a affrontare le sfide future con spirito combattivo e unità.
37. Una sfida impossibile -Le Cipolline, divise in Olive e Grappoli, si preparano per il campionato. Nel frattempo, si formano i Bravi, composti dai quattro ragazzi presuntuosi della ferrovia, con Mister Martello come allenatore. Durante un'amichevole contro gli Squali, Leone, il nipote di Mister Martello, provoca un infortunio a Loris, rompendogli il ginocchio. Questa situazione crea tensione tra le squadre e aumenta la rivalità. Le Cipolline sono determinate a dimostrare il loro valore nel campionato, mentre i Bravi cercano di affermarsi con la loro arroganza. La competizione si preannuncia accesa e ricca di emozioni.
38. Un avversario invincibile - Tommi sta attraversando un momento difficile. Nonostante l'inizio del campionato e l'imminente sfida con gli Squali, ha saltato gli allenamenti e, quando è in campo, si dedica a inutili acrobazie invece di supportare i suoi amici. Questo comportamento solleva preoccupazioni tra i compagni di squadra, che si chiedono cosa stia succedendo a lui. Solo lo spirito di squadra potrà mantenere unite le Cipolline, pronte ad affrontare un avversario temibile.
39. Tommi all'attacco Il girone di ritorno non poteva iniziare in modo peggiore: Loris, tornato in forma strepitosa dopo l'infortunio, ha già segnato una valanga di gol, mentre i Bravi di Mister Martello continuano a commettere scorrettezze. Fortunatamente, le squadre Olive e Grappoli sono più unite che mai. Grazie a allenamenti congiunti e schemi a sorpresa, i ragazzi sono pronti a contendersi le semifinali.
40. Il giorno della vittoria - Mancano solo due partite al termine del campionato e i ragazzi non stanno più nella pelle: Olive e Grappoli riusciranno a superare le semifinali e a giocare una finalissima tutta tra Cipolline? La tensione è palpabile mentre si preparano ad affrontare le ultime sfide, consapevoli che il loro spirito di squadra sarà fondamentale per raggiungere l'obiettivo. Con il supporto reciproco e la determinazione, i ragazzi sono pronti a dare il massimo sul campo!
41. Tiro contro tiro-Gaston Champignon ha annunciato alle Cipolline che verranno iscritte alla Champions Kids, creando grande entusiasmo tra i ragazzi. Tuttavia, si presenta un problema: c'è qualcuno di troppo nella squadra. Questo porta a una situazione di tensione, poiché i membri devono decidere chi rimarrà e chi dovrà lasciare per garantire che la squadra sia in regola per il torneo. La situazione si complica ulteriormente con le dinamiche interne, mentre tutti cercano di mantenere alto lo spirito di squadra e affrontare questa nuova avventura con determinazione.
42. Forza Capitano- Sta per cominciare la tanto attesa Champions Kids e le Cipolline non stanno più nella pelle. Tuttavia, c'è un grosso problema: Tommi non riesce più a fare gol. Questo crea preoccupazione tra i compagni, che si chiedono come affrontare la situazione. Per il momento, qualcun altro dovrà prendersi la responsabilità di segnare e mantenere alta la motivazione della squadra. Con il supporto reciproco e un rinnovato spirito di squadra, le Cipolline sperano di superare questa difficoltà e brillare nel torneo!
43. Sfida a Central Park - Finito il girone d'andata della Champions Kids, le Cipolline ricevono un fantastico regalo da parte di Champignon: andranno a New York per disputare un'amichevole contro i padroni di casa. Dopo questa emozionante sfida, si dirigeranno verso Nassau, Bahamas, dove Eva e Adam si sposeranno. Questo viaggio rappresenta non solo un'opportunità di crescita sportiva, ma anche un momento di celebrazione per la squadra, che si prepara a vivere esperienze indimenticabili sia sul campo che nella vita personale.
44. Duello tra fuoriclasse -La Champions sta per ricominciare, ma nella squadra delle Cipolline c'è qualcosa che non va: i tre attaccanti, Rafa, Tommi e Teofano, continuano a litigare, creando tensione all'interno del gruppo. Nonostante le difficoltà, lo spirito di squadra delle Cipolline potrebbe aiutarli a fare pace. In un colpo di scena, Tommi si fidanza con Teofano e contribuendo a rovinare la squadra. Con questo nuovo equilibrio, i ragazzi sperano di superare le tensioni e affrontare le sfide della Champions con rinnovata determinazione.
45. La grande finale - Le Cipolline stanno per affrontare la tanto attesa finale di Champions Kids contro l'Olimpo Berlino. La squadra è carica di entusiasmo e determinazione, pronta a dare il massimo per conquistare il titolo. Tuttavia, la tensione è palpabile, poiché sanno che l'avversario sarà temibile. Il clima è di grande aspettativa, e i ragazzi si preparano a scendere in campo con lo spirito di squadra che li ha sempre contraddistinti. Con il supporto dei loro allenatori e la voglia di vincere, le Cipolline sono pronte a scrivere una nuova pagina della loro storia calcistica. La finale promette di essere un evento emozionante e indimenticabile!
46. Tommi, sei un campione! - TTommi partecipa al Master Gol Show, un talent televisivo che offre al vincitore l'opportunità di portare la propria squadra a competere in un torneo europeo visibile in TV. La competizione è intensa e Tommi è determinato a dimostrare il suo valore. Tuttavia, dovrà affrontare sfide sia sul campo che dentro di sé. Riuscirà a vincere e a portare le Cipolline a un livello superiore? La sua determinazione e il supporto dei compagni di squadra saranno fondamentali per raggiungere questo ambizioso obiettivo.
47. Cipolline all'arrabbiata - Le Cipolline iniziano la Master Gol Cup, il torneo europeo del Master Gol Show vinto da Tommi. Dopo aver sconfitto l'Islanda, la squadra affronta il Belgio, ma gioca male e Loris toglie un gol a Tommi. Per rimediare, decidono di disputare una partita "da fiore" contro la Grecia. Tuttavia, Gaston Champignon schiera due difensori a causa delle votazioni del pubblico, e Tommi si trova a giocare terzino. Nonostante le difficoltà, le Cipolline riescono a vincere. Successivamente, le Cipolline compiono un'impresa straordinaria contro il Portogallo, rimontando da 0-2 a 3-2 e qualificandosi per le finali europee. Durante una puntata in cui commentano la partita col Portogallo, Teofano annuncia che giocherà con le Cipolline nelle finali. Tuttavia, Loris informa Tommi che si unirà a Teofano per farli giocare titolari al posto suo, creando nuove dinamiche all'interno della squadra.
48. Le finali di Londra - Dopo aver vinto il girone della Master Gol Cup, Tommi e i suoi compagni di squadra fanno visita a Londra per le finali europee, nonostante i disguidi con Teofano e Loris. La tensione tra i giocatori è palpabile, ma l'entusiasmo per l'opportunità di competere a un livello così alto è contagioso. Affrontando le sfide del torneo, le Cipolline cercano di superare le divergenze interne e di concentrarsi sull'obiettivo comune. La determinazione di Tommi e il sostegno dei suoi compagni saranno cruciali per affrontare le partite decisive e dimostrare il loro valore sul campo. Con la speranza di risolvere i conflitti e unire le forze, le Cipolline si preparano a dare il massimo nella competizione europea.
49. Sul tetto del mondo -I ragazzi di Champignon sono in Australia per contendersi il pregiatissimo titolo di campioni del mondo. Tra partite in spiaggia e nuotate nel mare, le Cipolline si divertono un sacco. Mentre si preparano per le sfide, il fiore di Gaston Champignon spera di trasformare la sua squadra nella più forte del mondo. Con il supporto reciproco e la determinazione, le Cipolline sono pronte a dare il massimo per raggiungere questo ambizioso obiettivo.
50. Cipolline siete grandi - Dieci anni dopo, le Cipolline sono cresciute e Tommi ha iniziato il campionato dei grandi con la maglia dell'Inter. La sua avventura nel calcio professionistico è segnata da nuove sfide e opportunità, mentre cerca di dimostrare il suo valore in un contesto competitivo. Le esperienze passate con le Cipolline lo hanno preparato, ma ora deve affrontare la pressione e le aspettative del mondo del calcio. Con il supporto dei suoi ex compagni e il ricordo delle avventure vissute insieme, Tommi è determinato a lasciare il segno nel campionato e a realizzare i suoi sogni.
51. Mister Spillo, tocca a te! - Le Cipolline si preparano ad affrontare il loro primo campionato con una rosa ben definita: Simone in porta, Rot e Sonia in difesa, Ufo, Russo e Ruspa a centrocampo, e GR7, Razzo ed Emma in attacco. Spillo, il mitico ex portierone, ha deciso di tornare sui campi dopo tanti anni e di formare una nuova squadra. L'avventura ha inizio, e l'entusiasmo è palpabile tra i giovani calciatori. Con la guida esperta di Spillo, le Cipolline sono pronte a mettersi alla prova e a dimostrare il loro valore. La squadra è determinata a divertirsi e a crescere insieme, affrontando ogni partita con spirito di squadra e passione. Sarà un viaggio emozionante, ricco di sfide e opportunità per costruire ricordi indimenticabili.
52. Una sirena goleador - È iniziato il nuovo campionato provinciale a sette e le Cipolline sono in testa alla classifica. Tuttavia, non tutti i giocatori approvano la tattica di Spillo, che schiera una formazione con molti difensori e pochi attaccanti. Questa scelta influisce negativamente sullo spettacolo, generando malcontento anche tra il pubblico. Nel frattempo, Tommi, che ha avuto un avvio difficile nella sua avventura in Serie A con il Venezia, riesce finalmente a fare pace con i tifosi. Questo momento di riconciliazione rappresenta un passo importante per lui, mentre cerca di ritrovare la fiducia e il sostegno necessari per affrontare le sfide future.Le Cipolline, unite dalla voglia di vincere e migliorare, dovranno affrontare le critiche e trovare un modo per adattarsi al gioco di Spillo, sperando di mantenere la posizione in classifica e regalare ai loro tifosi uno spettacolo emozionante.
53. Ricordati che sei una Cipollina - Dopo le polemiche e i malumori del girone di andata, tutti sono ora concentrati sulla grande sfida di Natale tra le vecchie Cipolline, capitanate da Tommi, e le nuove, guidate da suo fratello Simone. Sarà emozionante rivedere in campo, dopo tanti anni, gli amici che hanno dato inizio alla leggenda delle Cipolline insieme ai loro piccoli eredi. Questo incontro non solo rappresenta una competizione sportiva, ma anche un momento di celebrazione e nostalgia per tutti coloro che hanno condiviso esperienze indimenticabili nel mondo del calcio. L'evento promette di essere ricco di emozioni e spirito di squadra, unendo generazioni diverse in un'unica passione.
54. Squali, arriviamo! -Il campionato riprende dopo la pausa natalizia, ma le Cipolline faticano a trovare la vittoria. Emma, stanca di rimanere in panchina, decide di non presentarsi più agli allenamenti. Spillo vola a Parigi per valutare una proposta di un famoso ristorante che lo vorrebbe come chef. Intanto, gli Squali continuano a collezionare vittorie, rendendo la lotta per lo scudetto sempre più intensa.
55. Lo schema della tigre -Il nuovo campionato è alle porte, ma le Cipolline sono ancora in alto mare: Spillo è volato a Parigi per intraprendere la carriera di chef, lasciando la squadra senza un mister. Inoltre, c'è la necessità di trovare nuovi giocatori per completare la rosa. Inaspettatamente, però, torna Lara, che accetta di diventare il nuovo allenatore. Con la sua proverbiale grinta da tigre, Lara riporta entusiasmo ed energia alle Cipolline, pronte a ripartire con rinnovata determinazione.
56. Il dribbling del mago -Il grande momento è finalmente arrivato: inizia il primo campionato a undici delle Cipolline! La squadra ha dimostrato di aver assimilato bene le tattiche proposte da Lara durante gli allenamenti, e ci sono tutti i presupposti per disputare una buona stagione. Tuttavia, qualcuno non accetta di restare in panchina, e per gestire i malumori dello spogliatoio, Lara dovrà inventarsi un dribbling speciale.
57. Un derby per Sofia - Dopo un ottimo girone d'andata, chiuso al comando della classifica, Simone e i suoi compagni hanno l'umore alle stelle. Tuttavia, come una doccia fredda, arriva una tristissima notizia: Sofia, la moglie di Champignon, ha perso la sua battaglia contro la malattia. In suo ricordo, Gaston organizza una partita tra le Cipolline di un tempo e quelle di oggi; sarà una gara speciale, ma ognuno darà il massimo per vincere.
58. Vincere o perdere? - Un girone di andata trionfale e l'esplosione del talento di GR7 hanno portato le Cipolline in testa alla classifica. Tuttavia, il bel gioco, l'intesa perfetta e le imprevedibili tattiche di Sara sembrano all'improvviso non funzionare più. Un'ombra minacciosa si allunga sul futuro della squadra, e Simone e i suoi compagni si trovano di fronte alla scelta più difficile: questa volta, la vittoria potrebbe trasformarsi in una tremenda sconfitta.
59. La strategia di Napoleone - Smaltita la delusione per non essere riusciti a chiudere la stagione, trascorsa quasi sempre in testa alla classifica, Simone e i suoi compagni si trovano alla vigilia del nuovo campionato senza un allenatore e con la necessità di rimpiazzare alcuni compagni passati alle squadre avversarie. Ma, a sorpresa, scende in campo un personaggio strano, che indossa un cappello come Napoleone e afferma di aver giocato con Maradona.
60. Cipolline in Rete -Il nuovo allenatore Gennaro Spaccabottoni ha già conquistato la fiducia delle Cipolline, e il campionato inizia alla grande. Simone e i suoi compagni macinano vittorie su vittorie, grazie anche alle spettacolari azioni di Palla Matta, lo youtuber che condivide sui social tutte le prodezze della sua squadra. Tuttavia, la crescente popolarità in Rete finisce per creare qualche problema nello spogliatoio.
61. Uno stadio a braccia aperte - È finalmente arrivato il momento tanto atteso: la Sofia Arena, il nuovo stadio delle Cipolline, è stata ultimata e si prevede un'inaugurazione in grande stile. Dopo un quadrangolare tra le Cipolline e altre tre squadre giovanili, si disputerà una partita tra le ex Cipolline e niente meno che l'Inter di Tommi! Tutto è pronto e l'entusiasmo è alle stelle, ma purtroppo non tutto andrà per il verso giusto..
62. Lo stadio stregato - Il girone di ritorno è iniziato e le Cipolline possono finalmente giocare alla Sofia Arena, il loro nuovo stadio. Mentre in trasferta Simone e i compagni continuano a ottenere risultati positivi, in casa sembra che tutto remi contro: pali, traverse e rigori non concessi. A complicare ulteriormente la situazione, un gatto nero appare in campo, salvando la porta avversaria.
63. Il rap delle Cipolline - Nella vigilia delle finali per aggiudicarsi lo scudetto, nello spogliatoio delle Cipolline si respira un'aria tesa. Emma, spesso relegata in panchina, guarda con simpatia alla prossima avversaria, una squadra tutta femminile. Nel frattempo, Palla Matta sta pensando di abbandonare gli allenamenti per dedicarsi esclusivamente al suo canale social. Simone e i suoi compagni dovranno inventarsi qualcosa di speciale per convincere entrambi a tornare in squadra e ritrovare la motivazione necessaria per affrontare le finali.
64. Un gioco da ragazze -Le Cipolline accettano in squadra Gianni, figlio di un famoso giocatore del Milan. Inizialmente, Gianni non riesce a portare vittorie, ma poi sorprende tutti e stende gli Squali quasi da solo, utilizzando il suo piede sinistro con grande abilità. La sua presenza si rivela fondamentale per la squadra, trasformando le aspettative e contribuendo al successo delle Cipolline nel campionato.
65. Chi andrà in finale? - Dopo un inizio di campionato deludente, la squadra allenata da Napoleone sembra aver ritrovato la condizione fisica e il bel gioco. Purtroppo, però, i risultati sono molto altalenanti e fino all'ultima giornata il testa a testa con i rivali di sempre, gli Squali, terrà i tifosi delle Cipolline con il fiato sospeso.
66. Sfida all'ultimo rigore - Il campionato è finito e le Cipolline devono disputare le finali per aggiudicarsi il titolo di campione di Lombardia. Nello spogliatoio, però, serpeggia un po' di nervosismo tra i giocatori di mister Napoleone, che sfocia in qualche battibecco di troppo. Al contrario, la formazione tutta al femminile delle MarziAnne è galvanizzata dal bel gioco che riesce a esprimere. La grande domanda è: avrà la meglio la maggiore esperienza di Simone e compagni o la grinta e la determinazione della squadra capitanata da Emma? La tensione è palpabile mentre ci si prepara per una sfida all'ultimo rigore.
67. Miracolo a Hollywood - Le Cipolline sono pronte per una trasferta davvero speciale: voleranno a Los Angeles per partecipare a un quadrangolare che le vedrà affrontare le "rivali" MarziAnne e due squadre americane. Durante il soggiorno, i giocatori avranno l'opportunità di divertirsi con allenamenti in spiaggia, visitare le stupefacenti attrazioni di Disneyland e scoprire i segreti degli studios cinematografici. Per Simone e compagni, questa avventura si preannuncia come un'esperienza indimenticabile.
68. Il mister siamo noi! - Tornate vittoriose dalla trasferta a Los Angeles, le Cipolline sono di nuovo in partenza per la conquista della Coppa Spaziale, con l'intento di giocare in alcune delle più belle città europee. L'obiettivo è ambizioso, ma ben presto l'entusiasmo lascia spazio a discussioni, litigi e malumori tra Simone e i suoi compagni. Gaston Champignon teme che il fiore delle Cipolline stia perdendo troppi petali.
69. L'ultimo GOL! - Per affrontare la finale della Coppa Spaziale, Milo e i suoi compagni possono contare su allenatori d'eccezione: oltre a Champignon, ci sono anche le "vecchie glorie" della prima squadra, allenata dal cuoco francese. Becan, Morten, Spillo e tutte le ex Cipolline si sono riuniti per partecipare alle tanto attese nozze di Tommi ed Egle. In questo contesto festoso, le Cipolline, vecchie e nuove, si ritrovano unite in una grande celebrazione, rappresentando i petali di un bellissimo fiore che Gaston ha fatto nascere e crescere nel corso degli anni. Tutti loro hanno appreso le regole del calcio e della vita: si vince e si perde, si esulta e si soffre, dando sempre il massimo per aiutare i propri compagni e rispettando gli avversari. Con tutto pronto per la finale, l'arbitro, con il fischietto alla bocca, dà un'ultima controllata all'orologio mentre i tifosi cantano felici dagli spalti. Siete pronti ad assistere a una finale epica?

### Episodi speciali
- Super GOL! 1: Scendi in Campo con le Cipolline! - Un manuale ricco di consigli, trucchi ed esercizi per le Cipolline.
- Super GOL! 2: Le Cipolline in Nazionale - Le Cipolline giocano a Coverciano per la Coppa del Fair Play.
- Super GOL! 3: Il Mondiale Delle Cipolline - Le Cipolline sono felicissime di partecipare al "Mondialino" delle comunità straniere di Milano. Joao gioca con il Brasile e Rafa con la Spagna; chi vincerà la mitica coppa del mondo?
- Super GOL! 4: Il Mondo delle Cipolline - Dalla A alla Z, scopri tutto il mondo delle Cipolline, con 5 storie inedite da non perdere!
- Super GOL! 5: Le Cipolline in campo per l'Africa - Per costruire un pozzo per Mulalo e gli amici africani di Issa, le Cipolline organizzano un "partitone" di beneficenza. Con i soldi raccolti, andranno in Africa per vedere i lavori nella comunità di Don Osvaldo e visitare il deserto.
- Super GOL! 6: Buone vacanze cipolline! - Cipo-gol, Cipollao e Cipo-tigers vanno in ritiro. Tommi e gli altri si recano ad Assisi dove incontrano Serse Cosmi; Joao e i Cipollao vanno in Sardegna per un torneo; i Cipo-Tigers di Sara si dirigono sulle Dolomiti per correre in alta montagna, tra la gioia di Spillo.
- Super GOL! 7: Campioni del mondo in Brasile! - Le Cipolline sono entusiaste di tornare in Brasile per i mondiali di calcio che precedono quelli dei grandi. Insieme all'angelo custode Pippo Inzaghi, affronteranno Inghilterra, Costa Rica e Uruguay... Passeranno il turno? E soprattutto, vinceranno i mondiali?
- Super GOL! 8: Gli Eurogol delle Cipolline! - Con l'avvicinarsi degli Europei, le Cipolline non sanno come prepararsi alla manifestazione. A Dante viene un'idea: radunare 24 persone, ognuna rappresentante una squadra, e organizzare uno contro uno. Gli eliminati verranno accoppiati a sorteggio con le squadre vincitrici per formare dei due contro due. Le coppie eliminate si uniranno alle coppie vincitrici, dando vita a quattro contro quattro sul campo a cinque e così via, fino alla finalissima undici contro undici. Si vedranno tante belle partite, tra cui Islanda-Turchia (Tommi e Ciro contro Duccio e Teofano), dove Duccio viene espulso per una scivolata su Tommi. Alla fine, le uniche due squadre rimaste sono l'Italia (capitanata da Sara) e la Spagna (capitanata da Rafa). Chi vincerà il Cipoeuropeo?
- Super GOL! 9: Le Cipolline divise in varie nazionali per giocare il Cipoeuropeo, vinto dalla Spagna di Rafa. Ora sono tornate insieme per disputare un'amichevole speciale.
- Super GOL! 10: L'amichevole speciale è appena terminata e Gaston Champignon annuncia che lascerà la panchina delle Cipolline per motivi di lavoro, dovendo trasferirsi da Milano. Le Cipolline cercano un nuovo mister temporaneo fino al ritorno di Champignon.
- Super GOL! 11: Nella seconda serie, mentre le Cipolline aspettano l'inizio del Mondiale, intraprendono viaggi nel tempo per rivedere le più belle partite dei mondiali di ogni anno.Manuale di calcio delle Cipolline: Un libro che racconta le avventure, le sfide e i sogni di un gruppo di ragazzi con una grande passione: il calcio! Le regole, i campioni, i ruoli e le tattiche del gioco più bello del mondo sono spiegati, ruolo per ruolo, dalle Cipolline.

## Personaggi

### Prima serie
- Tommaso Franchini: Protagonista della serie delle Cipolline, è il fondatore e capitano della squadra. Ha giocato per un periodo nelle giovanili dell'Inter.
- Dante Zoncolan: Regista e numero dieci della squadra, diventerà un trequartista. È considerato il cervellone del gruppo.
- Spillo (Riccardo Acerbis): Portiere e numero uno delle Cipolline. Successivamente passa ai Kappa a causa dei duri allenamenti imposti da Jerome. È anche un buon mangiatore di meringhe alle rose e appassionato di wrestling.
- Lara e Sara Maini: Terzini sinistro e destro delle Cipolline, sono due vere tigri in difesa. Nel libro 12, Lara si innamora di Rafa, detto "Niño", diventando poi la sua fidanzata. Sara avrà una cotta per Angelo (dell'Accademia Blu), ma alla fine si fidanzerà con Ciro.
- Ciraffa (Ciro De Santis): Napoletano con piedi di legno e altezza sproporzionata, il numero sei delle Cipolline è il loro jolly, capace di giocare in porta, difesa e attacco.
- Joao (Fabiano Joao Luiz Dos Santos): Ala sinistra e brasiliano della squadra, è specialista in numeri e finte. Ha una cotta per Lara.
- Becan Rovani: Ala destra e numero 7 della squadra, di origini albanesi. È innamorato di Elvira.
- Rafa (Rafael Ramos): Centravanti spagnolo delle Cipolline dal libro 12, precedentemente al Real Madrid.
- Elvira: Difensore centrale delle Cipolline dal libro 12, proveniente dalle Rosa Shocking.
- Achille: Centrocampista centrale (ex bullo) delle Cipolline dal libro 12; successivamente gioca al numero 10 e poi ai Cipo-Tigers.
- Lino: Il personaggio preferito del narratore, è il giornalista delle Cipolline; inizia al giornaLino e poi passa a Ciponews.
- Bruno: Centrocampista centrale delle Cipolline dal libro 12, precedentemente ai Diavoli Rossi.
- Donato Franchini: Papà di Tommi e autista della linea 54
- Lucia Franchini: Mamma di Tommi e moglie di Donato.
- Carlos Dos Santos: Papà di Joao,ala destra nella partita Cipolline Cipolloni e grande tifoso delle Cipolline
- Gaston Champignon: Allenatore delle cipolline e proprietario del ristorante petali in pentola.
- Augusto: Accompagnatore ed autista delle gemelle Sara e Lara.
- Loris Bianchi: Presuntuoso capitano dell'Accademia Blu, ora passato agli Squali, squadra che metterà in difficoltà le Cipolline.
- ’’Walter Bianchi’’: Allenatore dell'Accademia Blu. Padre di Loris.
- Pentola: Gatto dormiglione di Gaston Champignon e mascotte della squadra. Pentola ha un figlio chiamato Tegamino.
- Egle: Ballerina, nonché fidanzata di Tommi con il quale litiga spesso per motivi di gelosia anche se si vogliono molto bene.
- Chen: Amica di Egle in Cina.
- Falco: Va in classe con Egle in Cina. La chiama Eagle e gioca un amichevole contro le cipolline.
- Aiuto: Scheletro mascotte delle Cipolline, inizialmente usato da Sofia Champignon nel suo corso di danza.
- Saverio: Amico di Tommi all'Inter, all'Accademia Blu e poi ala delle Cipolline.
- Gatto(Simone): nuovo portiere delle cipolline agilissimo che con il suo violino fa parte degli Skeletron. Gli piace Arancha
- Pavel e Igor: Due gemelli ucraini biondi e capelli lunghi, adottati da Antonello, jolly, in campo chiacchierano un sacco.
- Dino: Chiamato Dinomite per i suoi tiri potentissimi. Ha un debole per Nadira e litiga spesso con Rafa e una volta entrato nei squali
- Farfan: ex numero 7 dell'Accademia Blu. Viene chiamato: "La freccia nera"
- Arancha: sorella di Rafa e amica di Tommi. Migliore amica di Lara.
- Mara: Ala dell'Argentina al mondialino. Ha una cotta per Tommi.
- Sofia: insegnante di danza, moglie di Champignon.
- Jerome: fratello di Champignon, appare nel libro 6 ed allena le cipolline nei libri 16 e 17.
- Rogeiro: cugino di Joao.
- Tania: cugina di Joao, appare insieme a Rogeiro nel libro 2 e In Supergol!7
- Issa: figlio di Gaston e di Sofia Champignon nei libri 17 e 18. Nelle Cipolline ha il numero 0. Passa poi alle minimoto.
- Duccio: adiposo dell'Accademia Blu ed amico inseparabile di Loris. poi agli squali
- Vlado: mediano dell'Accademia Blu che ha rotto il piede a Tommi. Poi agli squali*Nico: ex difensore centrale dell'Accademia Blu. Poi ai Cipo-k e infine alle Cipo-Tigers.
- Morten: danese che compare nella fusione tra cipolline ed accademia. Ha sempre la testa fra le nuvole. Prima ai Cipo-k, successivamente ai Cipollao. Gli piace Sara.
- Diouff: attaccante delle Cipolline, è molto veloce e scherza sempre (ex dell'accademia; ora ai Cipo-tigers)
- Don Callisto: parroco che abita nell'oratorio Giovanni XXIII.
- Tegamino: figlio di Pentola.
- Ignacio: centrocampista degli Squali di origine Argentina.
- Klaus: ala destra degli squali, alto e forte.
- Libero: ala sinistra degli squali, soprannominato Lib. È un murale, amico di Sara.
- Nadira: è una ragazza africana (che appare nel Super Gol 3, poi diventa ala dei Cipo-gol) molto veloce e fa molti dribbling
- I tre tedeschi: facevano molti scherzi ai Cipollao durante il loro ritiro, poi sono diventati loro amici
- Roger: difensore degli Squali, non prova molta simpatia per Tommi, ha una cotta per Egle.
- Adam: fratello di Roger e proprietario della KombAttiva (palestra)
- Eva: proprietaria della tisaneria il "Paradiso di Gaston"
- Violette Champignon: sorella del cuoco-allenatore e moglie di Augusto. È una pittrice.
- Beppe: ex portiere dell'Accademia Blu, molto contestato da Walter, che lo riteneva troppo basso. Poi ai 10 e Lodi.
- Jamila: amica di Issa che verrà adottata da Augusto e Violette
- Karim e Aida: genitori di Diouff, suonatori di bonghi
- Felipao: nonno di Joao, un mago nel calcio che però ama dormire
- Tamara: centrocampista delle Cipolline, ex delle Super Viola. Ora ai Cipo-gol.
- Tito: nuovo attaccante delle Cipollao, nonostante cicciotello è molto agile e ha un buon tiro
- Mulalo: migliore amico di Issa, stava per morire bevendo l'acqua di un pozzo avvelenato
- Don Osvaldo: creatore della Città dei piccoli nel villaggio di Issa, in Namibia
- Daniela: mamma delle gemelle, inizialmente non capisce la loro passione per il calcio
- Ciuffo: pony di Pavel e Igor che rischiava di essere macellato. Il suo proprietario è Camillo, un anziano contadino. È stato acquistato con i soldi della lotteria.
- Marilena: maestra e allenatrice dei Cipo-Gol
- Paolo: allenatore della Virtus B
- Hernan: è argentino e tifa il Napoli, conosce le cipolline nel libro supergol 3
- Joaquin: è il papà di Rafa e Arancha e di lavoro fa il funzionario, appare nei libri 12 e 24
- Gigia: ex portiere di Rosa shoking e Squali, aveva una cotta per Tommi, passata ai Cipo-gol.
- Teofano: centravanti ex Bravi, molto bella e litigiosa con Egle per Tommi. Si fidanzerà con Loris falsamente, ha una cotta per Tommi, dà adulta si fidanzera con lui, ma poi lo lascia.
- Giada: portiere degli Squali, ha una cotta per Tommi.

### Seconda serie
- Simone Franchini: Fratello minore di Tommi e nuovo capitano delle Cipolline, è portiere con il numero 101. La sua tecnica speciale consiste nelle uscite alla Superman.
- Emma: Nuova attaccante delle Cipolline, dotata di un ottimo fiuto per il gol. Sembra avere una cotta per Simone, che è ricambiata, e per Brooklin. La sua tecnica è una rovesciata a due gambe, simile a quella di una sirena.
- Ufo (Milo): Il nuovo Dante delle Cipolline, soprannominato Ufo per la sua passione per i marziani e per le sue uscite davvero spaziali. La sua specialità sono i passaggi "no look".
- Toto Cantú: Portiere di riserva delle nuove Cipolline, eccellente nel parare di piede. Il suo unico difetto è che parla troppo.
- Rot (Calvin): Mastino colombiano, soprannominato Rot (da rottweiler) per la grinta con cui difende. Fuori dal campo è mite e ama ballare con sua sorella e giocare a Monopoli.
- Enzo Russo: Semplicemente chiamato Russo e soprannominato "Ti spiezzo in due" per la somiglianza con un famoso personaggio del pugilato e per la forza dei suoi colpi.
- Ruspa (Quintino Villa): Giocatore che non fa distinzione tra palla e avversario, da qui il soprannome Ruspa.
- Sonia: Difensore altissimo e imbattibile di testa. Si rilassa suonando l'arpa.
- Wang: Jolly della squadra, gioca indossando occhialini da nuoto con lenti da vista.
- Jahia: Nipote di Diouff, ex Cipollina. Il suo modo di giocare è ispirato a Yaya Touré, suo idolo.
- Aldo: Ottimo centrocampista sordo, è un lottatore instancabile.
- IniEster (Ester): Si ispira al famoso Andrés Iniesta e ama i dinosauri, che dipinge sui parastinchi.
- Razzo (Italo Marazzo): Soprannome derivante dall'abbreviazione del suo cognome; è un'ala velocissima e spericolata negli equilibrismi con la bici.
- GR7 (Gustavo Righetti): Goleador della squadra, il suo soprannome deriva dalle iniziali del suo nome e dalla passione per Cristiano Ronaldo; esulta come lui.
- Ultimo: Figlio del nuovo chef del Petali in Pentola, sogna di diventare clown. In campo si esibisce con finte e dribbling fantasiosi; fuori dal campo porta a spasso una gallina Camilla al guinzaglio.
- Brooklin: Ala di grande tecnica, ex Squalo ora diventato Cipollina. È uno dei preferiti delle ragazze dell'oratorio, compresa Emma.
- Matilde: Cugina di Egle e difensore molto determinato, è capitano degli Squali. Spesso mostra un comportamento scorretto verso gli avversari.
- Palla Matta: Youtuber che gioca nelle Cipolline, ha un taglio di capelli che ricorda un pallone da calcio.
- Napoleone: Allenatore delle nuove Cipolline insieme a Spillo.
- Oltre a loro, sono presenti molti altri personaggi della prima serie come:
- Tommi, giocatore dell'Inter, era stato dato per un anno al Venezia.
- Spillo, cuoco dei Petali in Pentola e primo allenatore delle nuove Cipolline, poi sostituito da Lara.
- Becan, diventato cameriere.
- Il Gatto, che allena la sua ex squadra ed è ora barbiere e preparatore dei portieri delle Cipolline.
- Joao, che diventa carabiniere.
- Elvira, ora fotografa.
- Lino, giornalista.
- Diouff, che lavorerà in banca.
- Pavel e Igor, uomini d'affari.
- Loris, allenatore dei nuovi Squali, che metterà in difficoltà le Cipolline con Matilde, cugina di Egle.
- Riappariranno anche Augusto, Gaston Champignon, mentre Sofia morirà a causa di un'operazione non andata a buon fine.